# Kanako Kondō
Kanako Kondō (近藤 佳奈子?, Kondō Kanako; Tokyo, 26 giugno 1981) è una doppiatrice giapponese.

## Doppiaggio

### Anime
2003
- Di Gi Charat Nyo! (Buuko-chan)

2004
- Galaxy Angel (scarafaggi giganti, orsi)

2005
- Akahori Gedou Hour Rabuge (Kanako Beihua)
- Canvas 2 ~Niji iro no sketch~ (personale trasmissione)

2006
- I ~ Galaxy (Steline)
- Death Note (diversi giovani studenti di college)

2008
- Antique Bakery (cliente A)

2010
- Mack, ma che principe sei? (ragazze)
- Kigyō Ninja iga Shachō to Hisho Gāko (Gāko)

2012
- Accel World (Manganese Blade)

### Giochi
- BlazBlue: Calamity Trigger (Noel Vermillion, Nu-13)
- BlazBlue: Continuum Shift (Noel Vermillion, Lambda-11, Mu-12, Nu-13)
- BlazBlue: Chrono Phantasma (Noel Vermillion, Mu-12, Nu-13)
- BlazBlue: Chrono Phantasma Extend (Noel Vermillion, Mu-12, Nu-13, Lambda-11)
- BlazBlue: Central Fiction (Noel Vermillion, Mu-12, Nu-13, Lambda-11, Saya)
- BlazBlue: Cross Tag Battle (Noel Vermillion, Nu-13)
- BlazBlue Alternative: Dark War (Noel Vermillion, Nu-13, Lambda-11)
- BlazBlue: Entropy Effect (Noel Vermillion, Lambda-11)
- Cross World (Amber, Alexandrite)
- Galaxy Angel II (Maria Steline)
- Miburī & Teburī (Desire)
- Puyo Puyo!: 15th Anniversary (Rulue)
- Puyo Puyo 7 (Rulue)
- Puyo Puyo!!: 20th Anniversary (Rulue)
- Puyo Puyo Tetris (Rulue)
- Puyo Puyo Chronicle (Rulue)
- Puyo Puyo Champions (Rulue)
- Puyo Puyo Tetris 2 (Rulue)
- Queen's Gate: Spiral Chaos (Noel Vermillion)
- Super Monkey Ball Party Excited Daishūgō (Yang-Yang)
- Tatchideunō! DS (Tomo)

## Musiche
- Love So Blue ~Ao no Kodō~ per BlazBlue: Calamity Trigger
- Pandora Tears (album Pandora) per BlazBlue: Continuum Shift